# Eupithecia bolterii
Eupithecia bolterii là một loài bướm đêm trong họ Geometridae.